# Ada Botti Giachetti
Vittoria Matilde Ada Giachetti in Botti (Florence, 1 décembre 1874 - Rio de Janeiro, 16 octobre 1946) a été une soprano italienne.

## Biographie
La soprano florentine Ada Giachetti était la fille de Guido et Giuseppina Guidalotti et aussi la sœur aînée de la soprano Rina Giachetti . Comme sa sœur Rina, elle a commencé sa carrière musicale très jeune. Elle a fait ses débuts au Teatro San Carlo de Naples, en 1897, dans le rôle d' Alice dans Falstaff de Giuseppe Verdi ; après, elle a interprété Santuzza dans Cavalleria rusticana de Pietro Mascagni. Elle était appréciée pour sa voix claire et son tempérament confiant et passionné. Elle a épousé le riche marchand Gino Affortunato Paolo Botti.

### Rencontre avec Enrico Caruso
Le 18 août 1897, elle incarne Mimi dans La bohème de Giacomo Puccini, au Politeama de Livourne, aux côtés d'Enrico Caruso alors presque inconnu. Ce fut le début d’une histoire d’amour longue et tourmentée, pour laquelle Ada quitta son mari. Enrico et Ada chantent en couple au Théâtre Goldoni dans La traviata, puis à nouveau dans La Bohème, puis Ada réduit ses engagements artistiques, mais reste la protagoniste de La Tosca de Giacomo Puccini, à Bologne et Trévise, en duo avec Enrico Caruso.
En 1903, Ada suivit le ténor lors de la tournée américaine qui le rendit célèbre, mais retourna bientôt en Italie. Femme élégante et charmante, bonne musicienne, Ada Giachetti a soutenu le jeune Caruso dans sa carrière et, malgré les disputes et les séparations, elle semble avoir été la personne la plus importante dans la vie de son amant.

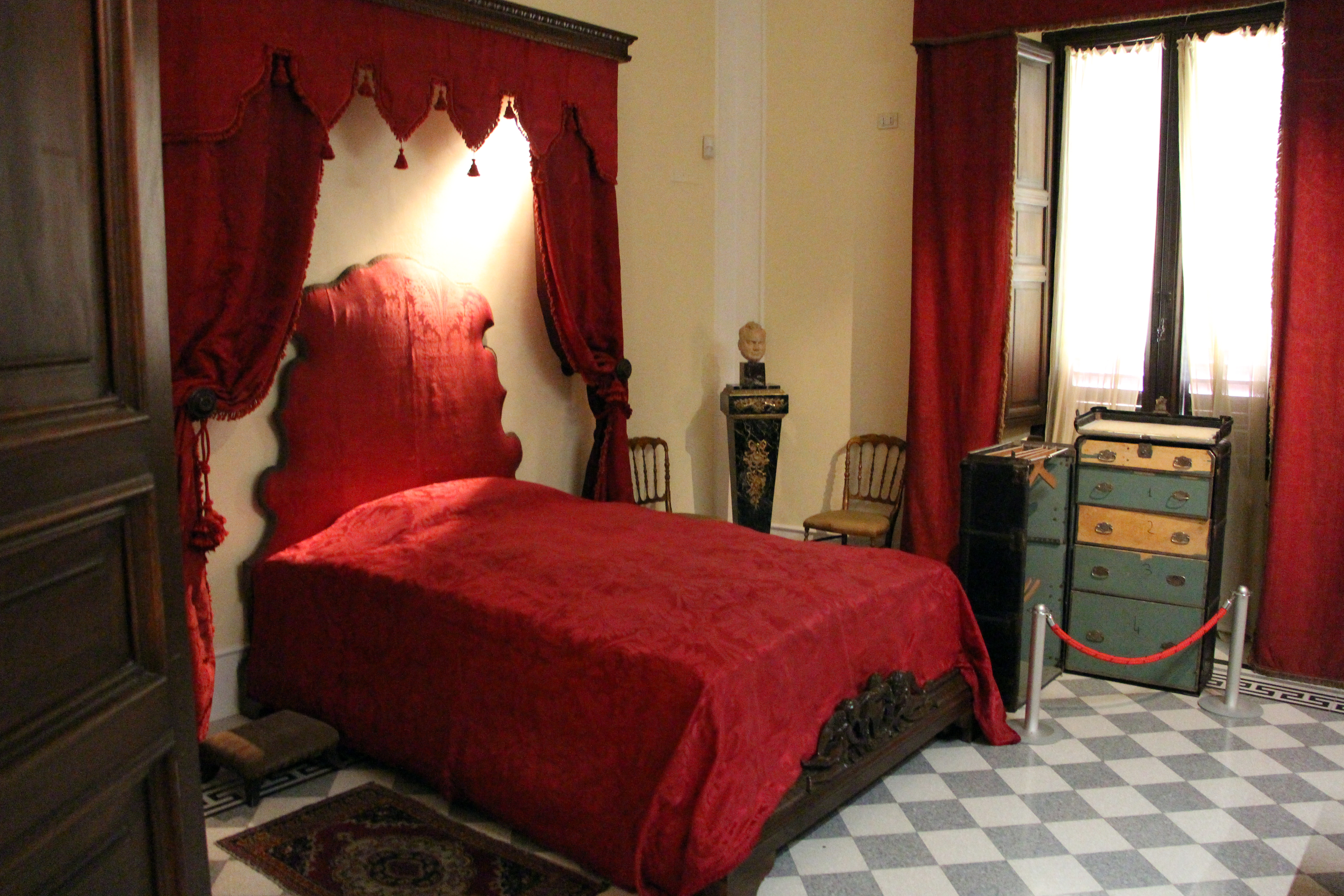
La Villa Caruso di Bellosguardo, la chambre d'Enrico Caruso

Leur premier enfant, né en 1898, s'appelait Rodolfo, du nom du personnage joué par Enrico dans La Bohème . Leur deuxième fils, Enrico jr., est né dans leur résidence, Villa Le Panche, à Sesto Fiorentino. Leur relation a duré onze ans. Pour loger sa famille, Enrico Caruso a acheté la Villa Bellosguardo, à Lastra a Signa, où se trouve aujourd'hui le musée Enrico Caruso .. C'est là que Ada a commencé une autre relation amoureuse, bientôt découverte par Caruso.
À l'été 1908, Ada Giachetti s'enfuit à Nice avec le chauffeur, abandonnant Enrico et leurs deux enfants à la Villa Bellosguardo. Cette fois, Caruso ne lui pardonne pas et le couple se sépare définitivement. Ada a dénoncé Enrico pour vol de correspondance, dans l'espoir d'obtenir de l'argent ; mais Caruso a été acquitté et Ada, pour ses fausses accusations, a été condamnée à un an de prison, qu'elle n'a pas purgé, alors qu'elle s'enfuyait avec son nouvel amant en Argentine. À partir de ce moment, nous avons peu d'informations sur elle, mais nous savons qu'Enrico lui a envoyé de l'argent, pour atténuer les misérables conditions économiques dans lesquelles elle se trouvait. Elle est morte dans des circonstances tragiques qui restent mystérieuses. La longue relation avec Enrico Caruso est documentée par des milliers de lettres et de correspondances diverses, restées inconnues pendant de nombreuses années, dont une partie a été vendue aux enchères.
Enrico Caruso a épousé ensuite Dorothy Benjamin, une Américaine de 25 ans, avec qui il a eu sa fille Gloria.

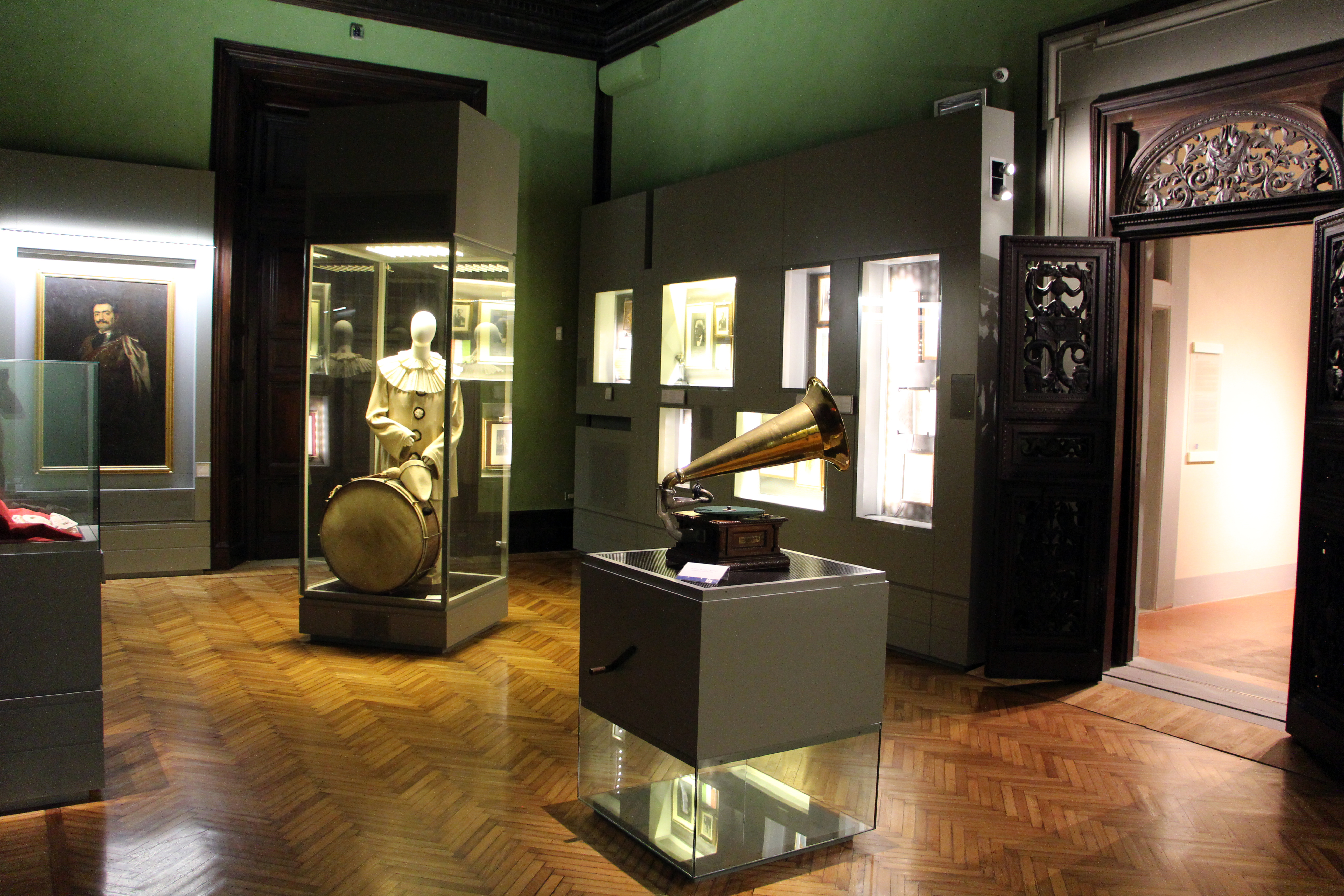
Villa Caruso de Bellosguardo, Musée Enrico Caruso

### Télévision
- La vie d'Enrico Caruso a inspiré la fiction Caruso, la voce dell'amore, diffusée sur RaiUno les 23 et 24 septembre 2012. Vanessa Incontrada et Martina Stella incarnaient les deux sœurs qui ont marqué la vie du ténor : Ada et Rina Giachetti.